# NGC 2431
NGC 2431 (другие обозначения — NGC 2436, UGC 3999, MCG 9-13-42, ZWG 262.24, NPM1G +53.0043, PGC 21711) — спиральная галактика с перемычкой (SBa) в созвездии Рысь.
Этот объект занесён в новый общий каталог несколько раз, с обозначениями NGC 2431, NGC 2436.
Этот объект входит в число перечисленных в оригинальной редакции «Нового общего каталога».
В галактике вспыхнула сверхновая SN 2011bh типа Ic, её пиковая видимая звездная величина составила 17,5.